# تشاد ألين (ممثل)
تشاد ألين (بالإنجليزية: Chad Allen)‏ مواليد 5 يونيو 1974 في كاليفورنيا، الولايات المتحدة، هو ممثل أمريكي بدأ مسيرته الفنية عام 1981.

## وصلات خارجية
- تشاد ألين على موقع IMDb (الإنجليزية)
- تشاد ألين على موقع روتن توميتوز (الإنجليزية)
- تشاد ألين على موقع ألو سيني (الفرنسية)
- تشاد ألين على موقع أول موفي (الإنجليزية)
- تشاد ألين على موقع قاعدة بيانات الأفلام السويدية (السويدية)
- تشاد ألين على موقع إن إن دي بي (الإنجليزية)
- تشاد ألين على موقع قاعدة بيانات الفيلم (الإنجليزية)
- تشاد ألين على موقع كينوبويسك (الروسية)